# Notagogus
Notagogus è un genere di pesci ossei estinto, appartenente ai macrosemiidi. Visse tra il Giurassico superiore e il Cretaceo inferiore (circa 155 - 113 milioni di anni fa) e i suoi resti fossili sono stati ritrovati in Europa e in Messico.

## Descrizione
Questo pesce era di piccole dimensioni e solitamente non superava i 10 centimetri di lunghezza. Possedeva un corpo piuttosto allungato e una testa relativamente grande. Il muso era appuntito e la bocca piuttosto piccola e poco profonda, dotata di denti appuntiti, generalmente robusti e di piccole dimensioni. Erano presenti due pinne dorsali: la prima era alta e decorreva lungo il dorso fino ad assottigliarsi verso la fine, mentre la seconda era più piccola e corta, di forma quasi quadrata. La pinna caudale era grande e profondamente biforcuta. La pinna anale era stretta ed era pressoché opposta alla seconda pinna dorsale, mentre le pinne ventrali erano di piccole dimensioni. Le pinne pettorali erano un po' più grandi di quelle ventrali. Le scaglie, ricoperte di ganoina, erano piuttosto piccole, e ricoprivano tutta la superficie del corpo.

## Classificazione
Il genere Notagogus venne descritto per la prima volta da Louis Agassiz nella sua opera Recherches Sur Les Poissons Fossiles, nel 1843. La specie tipo, Notagogus pentlandi, venne istituita sulla base di un esemplare proveniente dal giacimento di Castellammare di Stabia (città metropolitana di Napoli, Italia) e risalente al Barremiano. Ulteriori esemplari di questa specie sono stati ritrovati anche nel famoso giacimento di Pietraroja presso Benevento, risalente all'Albiano. Altre specie attribuite al genere Notagogus sono state ritrovate in terreni del Giurassico superiore (Kimmeridgiano) della Francia (N. helenae e N. inimontis), del Kimmeridgiano-Titoniano della Germania (N. denticulatus, N. decoratus), del Cretaceo inferiore di Montsec e Las Hoyas in Spagna (N. ferreri) e di Bernissart in Belgio (N. parvus), e dell'Albiano del Messico (N. novomundi). Il genere Blenniomoeus, sempre proveniente da Pietraroja, è ascrivibile a Notagogus. 

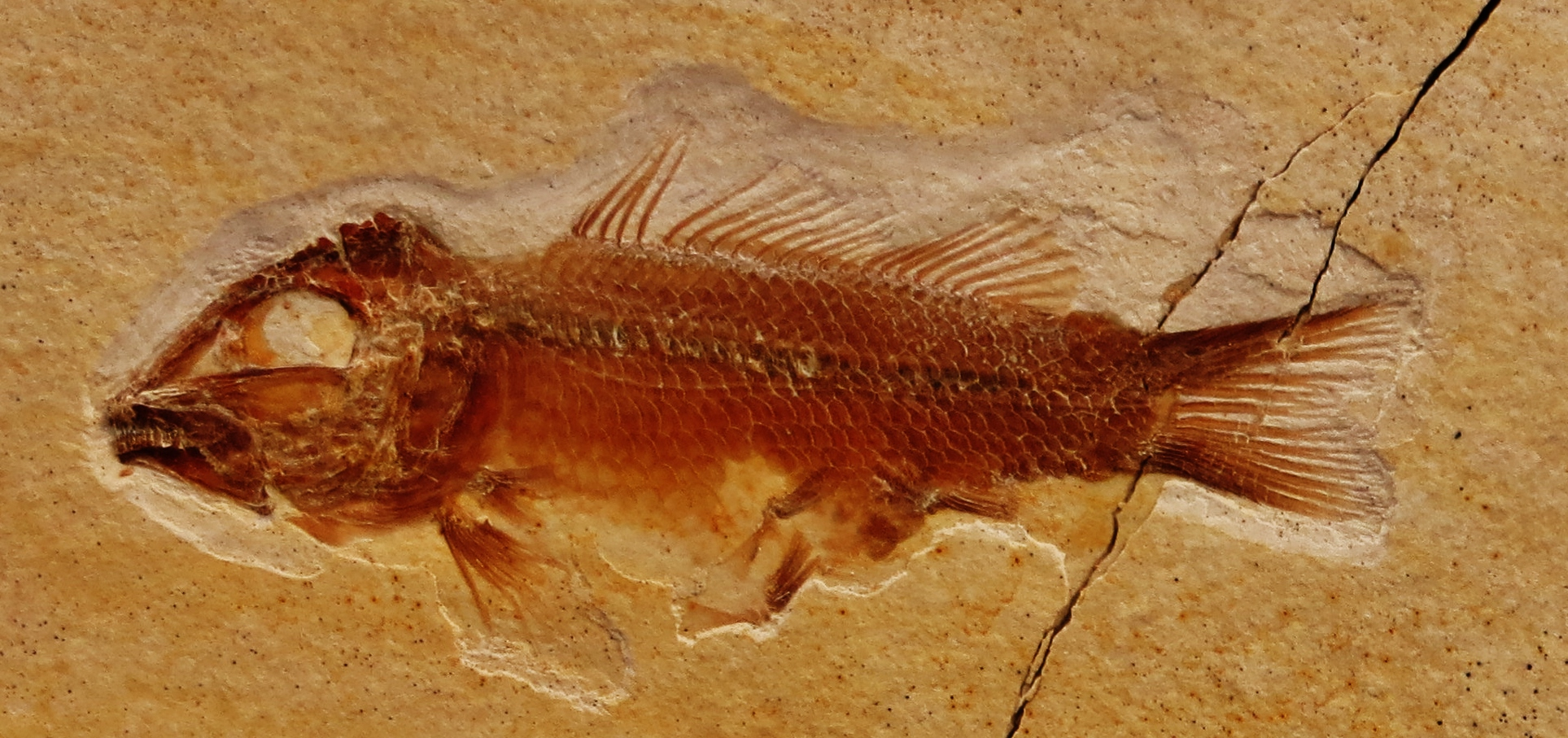
Fossile di Notagogus denticulatus

Notagogus è un rappresentante dei macrosemiidi, un gruppo di pesci semionotiformi solitamente di piccole dimensioni e dotati di una serie di ossa orbitali caratteristiche. Tra i macrosemiidi, sembra che Notagogus occupasse una posizione piuttosto basale; all'interno del genere, sembra che le specie più basali fossero N. helenae e N. novomundi, seguite da N. pentlandi e N. inimontis, mentre N. denticulatus potrebbe essere stata la specie più derivata. Quest'ultima specie è stata ascritta anche a un genere a sé stante (Neonotagogus, Bravi 1994), ma questa classificazione non ha riscontrato ulteriori favori (Gonzalez-Rodriguez e Reynoso, 2004; Lopez-Arbarello, 2012).

## Paleobiologia
Come tutti i macrosemiidi, Notagogus doveva essere un pesce di scogliera che si muoveva lento ma agile tra le rocce; probabilmente catturava piccoli animali o si nutriva di alghe. I suoi predatori abituali dovevano essere pesci di grosse dimensioni come Ionoscopus o Belonostomus.

## Galleria d'immagini

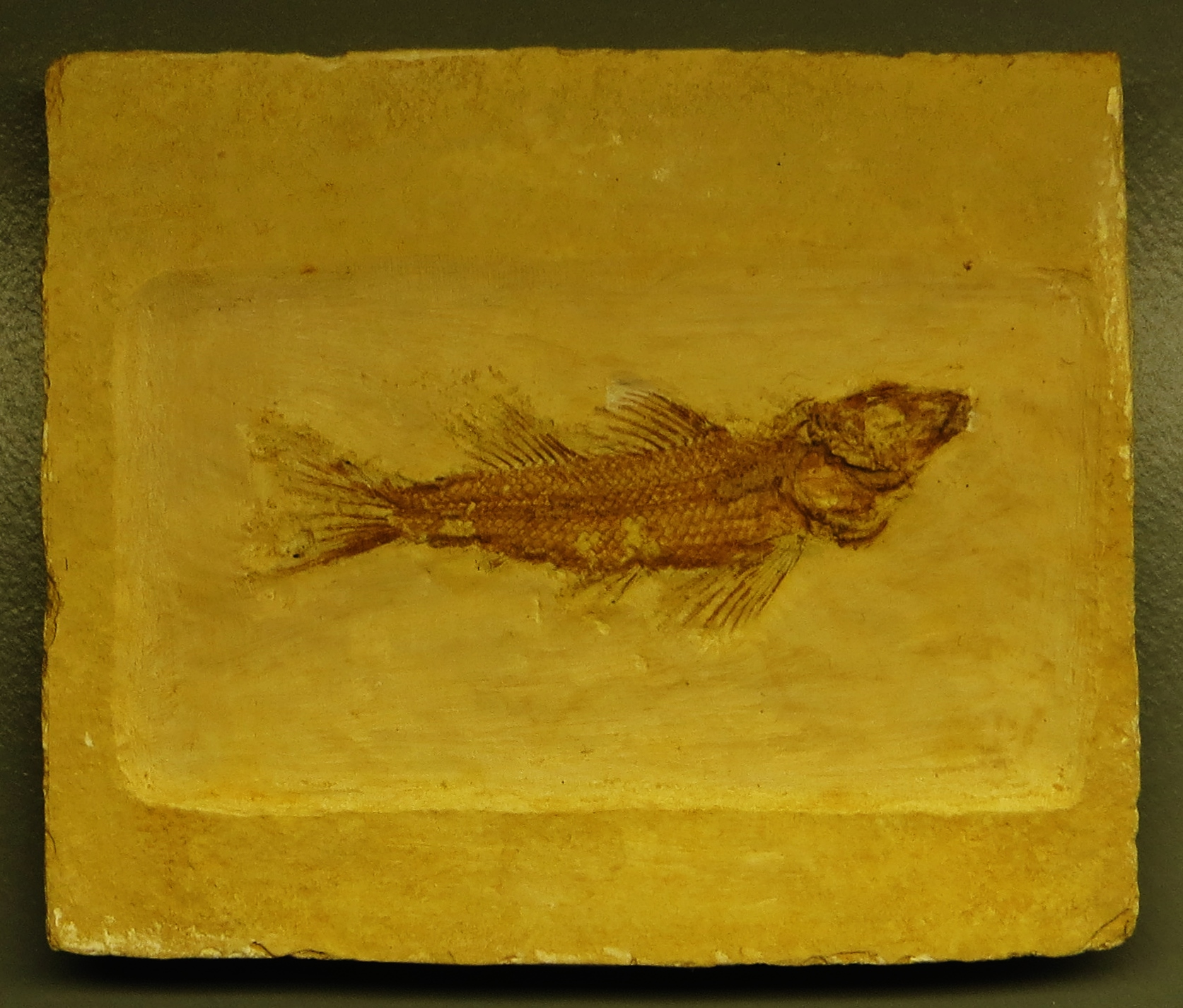
Fossile di Notagogus denticulatus
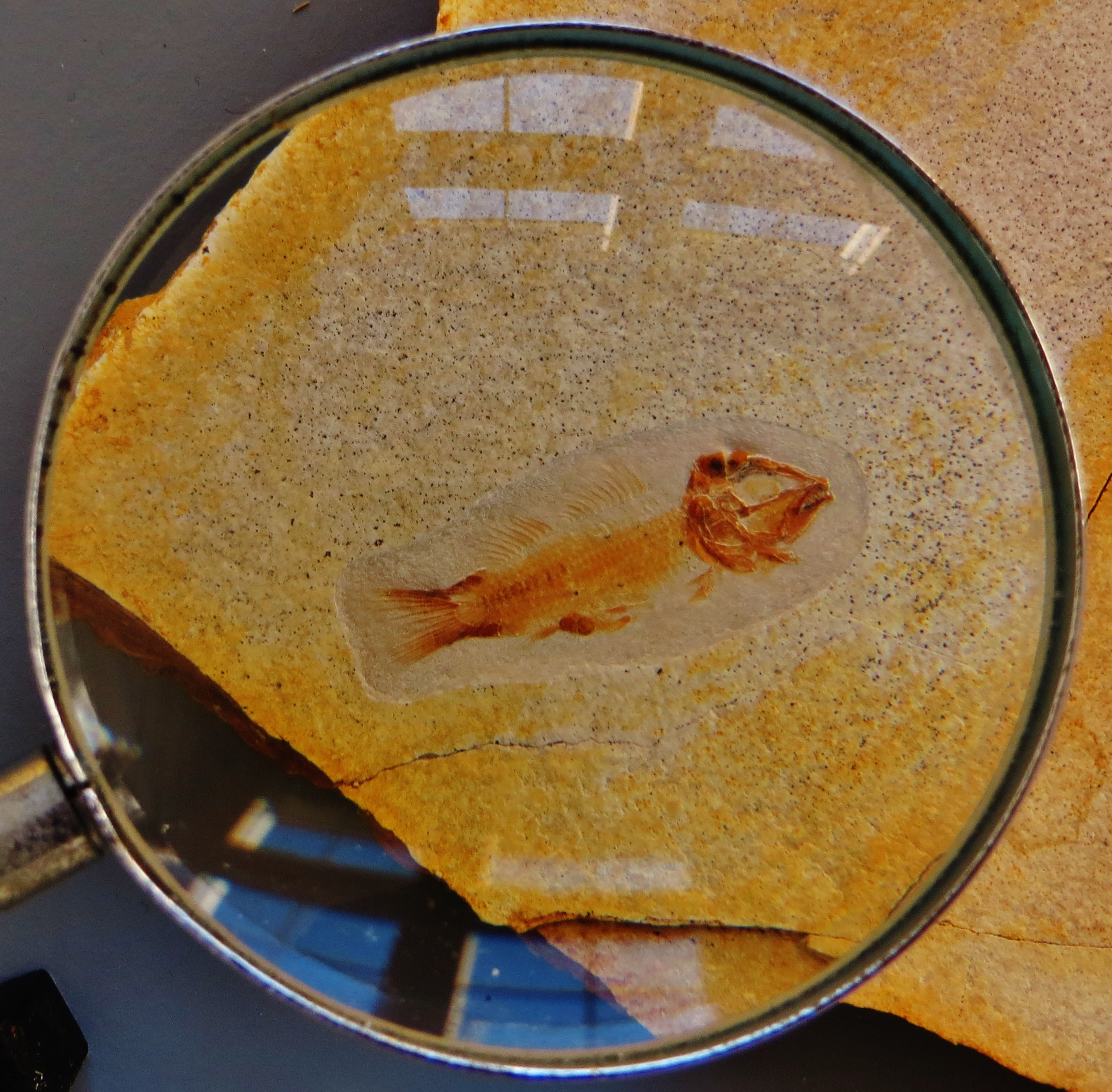
Esemplare giovane di Notagogus denticulatus
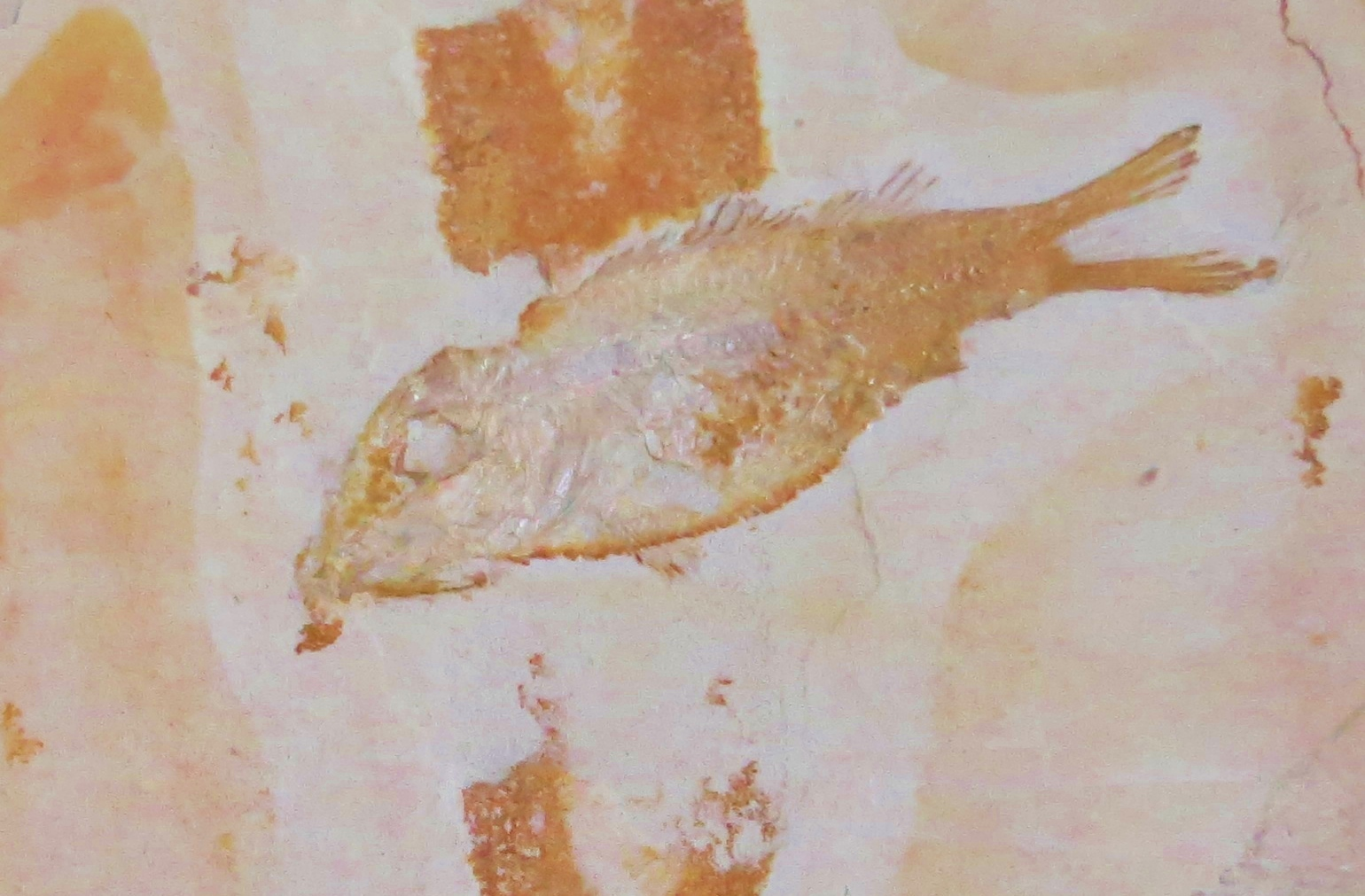
Fossile di Notagogus inimontis proveniente da Cerin (Francia)